# Чемпіонат світу з художньої гімнастики 2011
XXXI чемпіонат світу з художньої гімнастики проходив в Монпельє (Франція), з 19 по 25 вересня 2011 року. Є кваліфікаційним на Олімпійські ігри в Лондоні.

## Розклад
- 20 вересня
  - 20.00-20.24 — Фінал у вправах з обручем.
  - 20.30-20.54 — Фінал у вправах з м'ячем.
  - 21.00-Церемонія відкриття.
- 22 вересня
  - 20.00-20.24 — Фінал у вправах з булавами,.
  - 20.30-20.54 — Фінал у вправах зі стрічкою.
  - 21.00 — Фінал командного турніру.
- 23 вересня
  - 20.00-22.30 — Фінал в особистому багатоборстві.
- 24 Вересень
  - 15.00-19.00 — Фінал у груповому багатоборстві.
- 25 вересня
  - 14.00-14.40 — Фінал групового багатоборства з 5 м'ячами.
  - 15.00-15.40 — Фінал групового багатоборства з 3 стрічками і 2 обручами.
  - 15.45-Церемонія закриття.

## Призери
| Дисципліна                        | Золото                                                                                            | Срібло                                                                                                 | Бронза |
| --------------------------------- | ------------------------------------------------------------------------------------------------- | --- | --- |
| Командні змагання                 |                                                                                                   | | |
| Командне багатоборство            | Росія Євгенія Канаєва Дар'я Кондакова Дар'я Дмитрієва Олександра Меркулова                        | Білорусь Мелітіна Станюта Любов Черкашина Олександра Наркевич Ганна Рябцева                            | Україна Аліна Максименко Ганна Різатдінова Вікторія Шинкаренко Вікторія Мазур                                 |
| Індивідуальні вправи              |                                                                                                   | | |
| Вправа з булавами                 | Євгенія Канаєва                                                                                   | Дар'я Кондакова                                                                                        | Сільвія Мітєва                                                                                                |
| Вправа з обручем                  | Євгенія Канаєва                                                                                   | Дар'я Кондакова                                                                                        | Нета Рівкін                                                                                                   |
| Вправа з м'ячем                   | Євгенія Канаєва                                                                                   | Дар'я Кондакова                                                                                        | Любов Черкашина                                                                                               |
| Вправа зі стрічкою                | Євгенія Канаєва                                                                                   | Дар'я Кондакова                                                                                        | Сільвія Мітєва                                                                                                |
| Індивідуальне багатоборство       | Євгенія Канаєва                                                                                   | Дар'я Кондакова                                                                                        | Алія Гараєва                                                                                                  |
| Групові вправи                    |                                                                                                   | | |
| Багатоборство                     | Італія Еліза Бланкі Роміна Лауріто Марта Паньїні Андрея Стефанеску Еліза Сантоні Анжеліка Савраюк | Росія Уляна Донскова Ксенія Дудкіна Ольга Ільїна Аліна Макаренко Анастасія Назаренко Наталія Пичужкина | Болгарія Ренету Камберова Міхаела Маєвська Цветелін Найдьонова Олена Тодорова Христян Тодорова Катрін Велкова |
| Вправа з 5 м'ячами                | Росія Уляна Донскова Ксенія Дудкіна Аліна Макаренко Анастасія Назаренко Наталія Пичужкина         | Італія Еліза Бланкі Роміна Лауріто Марта Паньїні Еліза Сантоні Анжеліка Савраюк                        | Болгарія Ренету Камберова Міхаела Маєвська Цветелін Найдьонова Олена Тодорова Христян Тодорова                |
| Вправа з 3 стрічками і 2 обручами | Болгарія Ренету Камберова Міхаела Маєвська Олена Тодорова Христян Тодорова Катрін Велкова         | Італія Еліза Бланкі Роміна Лауріто Андрея Стефанеску Еліза Сантоні Анжеліка Савраюк                    | Ізраїль Моран Бузовський Вікторія Кошель Ноа Кати Поліна Закалюжна Еліора Жовківський                         |

## Фінали

### Індивідуальні змагання

#### Обруч
Фінал у вправах з обручем відбувся 20 вересня о 20:00 за місцевим часом.
| Місце | Спортсменка            | Складність | Артистизм | Виконання | Штрафи | Підсумок |
| ----- | ---------------------- | ---------- | --------- | --------- | ------ | -------- |
| 1     | Євгенія Канаєва (RUS)  | 9.900      | 9.800     | 9.600     |        | 29.300   |
| 2     | Дар'я Кондакова (RUS)  | 9.650      | 9.800     | 9.600     |        | 29.050   |
| 3     | Нета Рівкін (ISR)      | 9.400      | 9.400     | 9.200     |        | 28.000   |
| 4     | Сільвія Мітєва (BUL)   | 9.200      | 9.400     | 9.350     |        | 27.950   |
| 5     | Аліна Максименко (UKR) | 9.250      | 9.350     | 9.200     |        | 27.800   |
| 6     | Любов Черкашина (BLR)  | 9.375      | 9.300     | 9.000     |        | 27.675   |
| 7     | Алія Гараєва (AZE)     | 9.100      | 9.375     | 9.150     |        | 27.625   |
| 8     | Уляна Трофімова (UZB)  | 9.200      | 9.050     | 8.775     | 0.05   | 26.975   |

#### М'яч
Фінал у вправах з м'ячем відбувся 20 вересня о 20:30 за місцевим часом.
| Місце | Спортсменка            | Складність | Артистизм | Виконання | Штрафи | Підсумок |
| ----- | ---------------------- | ---------- | --------- | --------- | ------ | -------- |
| 1     | Євгенія Канаєва (RUS)  | 9.950      | 9.900     | 9.750     |        | 29.600   |
| 2     | Дар'я Кондакова (RUS)  | 9.875      | 9.900     | 9.550     |        | 29.325   |
| 3     | Любов Черкашина (BLR)  | 9.500      | 9.500     | 9.450     |        | 28.450   |
| 4     | Сільвія Мітєва (BUL)   | 9.450      | 9.450     | 9.400     |        | 28.300   |
| 5     | Аліна Максименко (UKR) | 9.325      | 9.400     | 9.250     |        | 27.975   |
| 6     | Алія Гараєва (AZE)     | 9.350      | 9.200     | 9.050     |        | 27.600   |
| 7     | Нета Рівкін (ISR)      | 9.250      | 9.125     | 9.000     |        | 27.375   |
| 8     | Мелітіна Станюта (BLR) | 9.100      | 9.200     | 9.050     |        | 27.350   |

#### Булави
Фінал у вправах з булавами відбувся 22 вересня о 20:00 за місцевим часом.
| Місце | Спортсменка            | Складність | Артистизм | Виконання | Штрафи | Підсумок |
| ----- | ---------------------- | ---------- | --------- | --------- | ------ | -------- |
| 1     | Євгенія Канаєва (RUS)  | 9.900      | 9.900     | 9.800     |        | 29.600   |
| 2     | Дар'я Кондакова (RUS)  | 9.700      | 9.900     | 9.700     |        | 29.300   |
| 3     | Сільвія Мітєва (BUL)   | 9.400      | 9.400     | 9.200     |        | 28.300   |
| 4     | Алія Гараєва (AZE)     | 9.400      | 9.450     | 9.250     |        | 28.100   |
| 5     | Нета Рівкін (ISR)      | 9.300      | 9.350     | 9.300     |        | 27.950   |
| 6     | Аліна Максименко (UKR) | 9.225      | 9.400     | 9.250     |        | 27.875   |
| 7     | Мелітіна Станюта (BLR) | 9.150      | 9.400     | 9.300     |        | 27.850   |
| 8     | Любов Черкашина (BLR)  | 9.000      | 9.250     | 8.850     |        | 27.100   |

#### Стрічка
Фінал у вправах зі стрічкою відбувся 22 вересня о 20:30 за місцевим часом.
| Місце | Спортсменка            | Складність | Артистизм | Виконання | Штрафи | Підсумок |
| ----- | ---------------------- | ---------- | --------- | --------- | ------ | -------- |
| 1     | Євгенія Канаєва (RUS)  | 9.850      | 9.900     | 9.650     |        | 29.400   |
| 2     | Дар'я Кондакова (RUS)  | 9.700      | 9.900     | 9.650     |        | 29.250   |
| 3     | Сільвія Мітєва (BUL)   | 9.450      | 9.500     | 9.350     |        | 28.300   |
| 4     | Аліна Максименко (UKR) | 9.350      | 9.400     | 9.350     |        | 28.100   |
| 5     | Алія Гараєва (AZE)     | 9.250      | 9.375     | 9.350     |        | 27.975   |
| 6     | Любов Черкашина (BLR)  | 9.100      | 9.300     | 9.200     |        | 27.600   |
| 7     | Уляна Трофімова (UZB)  | 8.900      | 9.100     | 8.900     |        | 26.900   |
| 8     | Нета Рівкін (ISR)      | 8.600      | 9.100     | 8.800     | 0.05   | 26.450   |

#### Особисте багатоборство
Фінал в особистому багатоборстві відбувся 23 вересня в 16:30 за місцевим часом..
| Місце | Спортсменка                 | Обруч       | М'яч        | Булави      | Стрічка     | Сума    |
| ----- | --------------------------- | ----------- | ----------- | ----------- | ----------- | ------- |
| 1     | Євгенія Канаєва (RUS)       | 29.200 (2)  | 28.550 (1)  | 29.400 (1)  | 29.500 (1)  | 116.650 |
| 2     | Дар'я Кондакова (RUS)       | 29.450 (1)  | 28.500 (2)  | 29.350 (2)  | 29.300 (2)  | 116.600 |
| 3     | Алія Гараєва (AZE)          | 28.175 (4)  | 27.700 (6)  | 28.125 (4)  | 28.450 (3)  | 112.450 |
| 4     | Любов Черкашина (BLR)       | 27.900 (5)  | 28.200 (4)  | 28.000 (6)  | 28.100 (4)  | 112.200 |
| 5     | Аліна Максименко (UKR)      | 28.350 (3)  | 27.425 (9)  | 28.050 (5)  | 27.750 (6)  | 111.575 |
| 6     | Мелітіна Станюта (BLR)      | 26.950 (9)  | 27.725 (5)  | 27.925 (8)  | 27.650 (7)  | 110.250 |
| 7     | Сільвія Мітева (BUL)        | 25.600 (20) | 28.325 (3)  | 28.350 (3)  | 27.950 (5)  | 110.225 |
| 8     | Йоанна Мітрош (POL)         | 27.400 (7)  | 27.125 (11) | 27.350 (9)  | 27.125 (11) | 109.000 |
| 9     | Уляна Трофімова (UZB)       | 27.400 (7)  | 27.550 (7)  | 26.125 (15) | 27.300 (10) | 108.375 |
| 10    | Нета Рівкін (ISR)           | 26.300 (16) | 27.200 (10) | 28.000 (6)  | 26.425 (15) | 107.925 |
| 11    | Son Yeon-Jae (KOR)          | 26.625 (10) | 27.075 (12) | 27.150 (10) | 26.900 (12) | 107.750 |
| 12    | Дельфін Ледо (FRA)          | 27.500 (6)  | 26.950 (13) | 25.625 (22) | 27.450 (8)  | 107.525 |
| 13    | Deng Senyue (CHN)           | 26.475 (12) | 26.700 (14) | 26.175 (14) | 26.550 (13) | 105.900 |
| 14    | Джульєтта Канталуппі (ITA)  | 26.325 (15) | 26.700 (14) | 26.075 (17) | 26.475 (14) | 105.575 |
| 15    | Каролін Вебер (AUT)         | 26.550 (11) | 26.350 (16) | 26.475 (12) | 26.125 (17) | 105.500 |
| 16    | Анна Аляб'єва (KAZ)         | 23.700 (24) | 27.550 (17) | 26.500 (11) | 27.450 (8)  | 105.200 |
| 17    | Олександра Піскуреску (ROU) | 26.350 (14) | 26.350 (16) | 26.000 (19) | 26.250 (16) | 104.950 |
| 18    | Ганна Різатдінова (UKR)     | 26.375 (13) | 26.000 (18) | 26.225 (13) | 25.100 (24) | 103.700 |
| 19    | Лаура Юнг (GER)             | 26.125 (17) | 25.575 (24) | 26.050 (18) | 25.775 (19) | 103.525 |
| 20    | Дора Васс (HUN)             | 25.750 (19) | 25.900 (20) | 25.750 (21) | 25.725 (22) | 103.125 |
| 21    | Хрісталлені Трікоміті (CYP) | 25.950 (18) | 25.950 (19) | 25.250 (24) | 25.750 (20) | 102.900 |
| 22    | Руна Ямагучі (JPN)          | 25.200 (21) | 25.850 (22) | 25.500 (23) | 25.950 (18) | 102.500 |
| 23    | Варвара Філлах (GRE)        | 25.075 (22) | 25.800 (20) | 26.075 (17) | 25.700 (23) | 102.375 |
| 24    | Кароліна Родрігес (ESP)     | 23.800 (23) | 25.900 (20) | 26.100 (16) | 25.750 (20) | 101.550 |

### Командні змагання

#### Командне багатоборство
Змагання в командному багатоборстві проводилися з 19 по 22 вересня.
| Місце | Країна          | Обруч  | М'яч   | Булави | Стрічка | Підсумкова сума |
| ----- | --------------- | ------ | ------ | ------ | ------- | --------------- |
| 1     | Росія           | 87.350 | 83.525 | 85.625 | 87.075  | 290.275         |
| 2     | Білорусь        | 80.775 | 82.525 | 81.900 | 78.600  | 272.500         |
| 3     | Україна         | 79.100 | 80.775 | 80.600 | 80.175  | 269.675         |
| 4     | Азербайджан     | 79.125 | 79.175 | 78.550 | 77.650  | 264.825         |
| 5     | Болгарія        | 77.300 | 76.125 | 78.300 | 75.375  | 260.275         |
| 6     | Узбекистан      | 76.150 | 77.075 | 74.550 | 76.150  | 256.550         |
| 7     | Італія          | 76.400 | 75.875 | 76.375 | 76.350  | 256.300         |
| 8     | Південна Корея  | 75.975 | 75.525 | 76.250 | 74.700  | 255.000         |
| 9     | Казахстан       | 75.900 | 76.475 | 74.400 | 73.925  | 254.250         |
| 10    | Польща          | 75.975 | 73.625 | 76.675 | 74.100  | 253.925         |
| 11    | Іспанія         | 76.150 | 75.250 | 76.250 | 74.450  | 253.700         |
| 12    | Японія          | 76.125 | 75.175 | 76.125 | 74.400  | 253.300         |
| 13    | КНР             | 74.800 | 75.700 | 76.150 | 72.700  | 252.950         |
| 14    | Австрія         | 74.250 | 74.575 | 74.050 | 71.750  | 249.325         |
| 15    | Угорщина        | 74.075 | 72.375 | 71.750 | 68.775  | 245.075         |
| 16    | США             | 73.625 | 74.725 | 71.675 | 70.850  | 244.675         |
| 17    | Мексика         | 71.850 | 71.925 | 72.850 | 71.550  | 241.425         |
| 18    | Естонія         | 72.975 | 71.750 | 73.375 | 68.200  | 241.175         |
| 19    | Туреччина       | 71.825 | 71.050 | 72.225 | 69.700  | 238.850         |
| 20    | Канада          | 71.075 | 70.675 | 72.000 | 66.450  | 237.250         |
| 21    | Єгипет          | 71.700 | 70.025 | 69.475 | 66.500  | 234.950         |
| 22    | Фінляндія       | 70.500 | 68.375 | 69.550 | 69.125  | 234.825         |
| 23    | Австралія       | 68.850 | 68.825 | 68.400 | 69.775  | 231.325         |
| 24    | Чехія           | 69.850 | 67.900 | 68.625 | 66.725  | 231.000         |
| 25    | Бразилія        | 70.775 | 65.725 | 66.900 | 67.475  | 229.150         |
| 26    | Словаччина      | 70.150 | 66.375 | 68.025 | 65.400  | 227.675         |
| 27    | Велика Британія | 68.275 | 66.100 | 67.200 | 65.750  | 226.150         |
| 28    | Швеція          | 68.850 | 65.950 | 67.975 | 63.400  | 224.375         |
| 29    | ПАР             | 66.900 | 65.750 | 46.375 | 66.350  | 223.775         |
| 30    | Литва           | 67.875 | 63.700 | 66.425 | 60.550  | 220.200         |
| 31    | Колумбія        | 60.300 | 56.850 | 59.675 | 55.750  | 197.975         |

#### Групове багатоборство
Фінал у груповому багатоборстві відбувся 24 Вересень о 15:00 за місцевим часом.
| Місце | Група          | 5 м'ячів    | 3 стрічки + 2 м'яча | Сума   |
| ----- | -------------- | ----------- | ------------------- | ------ |
| 1     | Італія         | 27.350 (2)  | 27.800 (1)          | 55.150 |
| 2     | Росія          | 27.250 (3)  | 27.600 (2)          | 54.850 |
| 3     | Болгарія       | 26.800 (4)  | 27.325 (3)          | 54.125 |
| 4     | Білорусь       | 27.525 (1)  | 25.325 (12)         | 52.850 |
| 5     | Японія         | 26.250 (6)  | 26.475 (6)          | 52.725 |
| 6     | Німеччина      | 26.200 (7)  | 26.475 (5)          | 52.675 |
| 7     | Україна        | 26.000 (9)  | 25.850 (9)          | 51.850 |
| 8     | Швейцарія      | 25.525 (11) | 26.300 (7)          | 51.825 |
| 9     | Франція        | 26.125 (8)  | 25.650 (10)         | 51.775 |
| 10    | Ізраїль        | 25.025 (14) | 26.675 (4)          | 51.700 |
| 11    | Греція         | 25.825 (10) | 25.050 (15)         | 50.875 |
| 12    | Іспанія        | 26.500 (5)  | 24.000 (17)         | 50.500 |
| 13    | Азербайджан    | 25.350 (12) | 25.100 (13)         | 50.450 |
| 14    | Угорщина       | 25.050 (13) | 25.100 (14)         | 50.150 |
| 15    | Польща         | 24.450 (17) | 25.500 (11)         | 49.950 |
| 16    | КНР            | 23.900 (19) | 25.950 (8)          | 49.850 |
| 17    | Канада         | 24.775 (15) | 24.175 (16)         | 48.950 |
| 18    | Узбекистан     | 24.225 (18) | 23.575 (19)         | 47.800 |
| 19    | Австрія        | 23.825 (21) | 23.775 (18)         | 47.600 |
| 20    | США            | 24.775 (15) | 21.650 (24)         | 46.425 |
| 21    | Південна Корея | 23.850 (20) | 22.550 (20)         | 46.400 |
| 22    | Бразилія       | 23.650 (22) | 21.875 (23)         | 45.525 |
| 23    | Фінляндія      | 22.650 (23) | 21.950 (22)         | 44.600 |
| 24    | Казахстан      | 20.450 (24) | 22.200 (21)         | 42.650 |

#### 5 м'ячів
Фінал у груповій вправі з 5 м'ячами відбувся 25 вересня о 14:00 за місцевим часом.
| Місце | Країна    | Складність | Артистизм | Виконання | Штрафи | Сума   |
| ----- | --------- | ---------- | --------- | --------- | ------ | ------ |
| 1     | Росія     | 9.250      | 9.600     | 9.150     |        | 28.000 |
| 2     | Італія    | 8.750      | 9.350     | 8.900     |        | 27.000 |
| 3     | Болгарія  | 8.800      | 9.350     | 8.800     |        | 26.950 |
| 4     | Білорусь  | 8.750      | 9.275     | 8.750     |        | 26.775 |
| 5     | Японія    | 8.775      | 9.100     | 8.700     |        | 26.575 |
| 6     | Іспанія   | 8.775      | 9.000     | 8.750     |        | 26.525 |
| 7     | Німеччина | 8.750      | 9.050     | 8.700     |        | 26.500 |
| 8     | Франція   | 8.500      | 8.900     | 8.600     |        | 26.000 |

#### 3 стрічки + 2 обруча
Фінал у груповій вправі з 3 стрічками і 2 обручає відбувся 25 вересня о 15:00 за місцевим часом.
| Місце | Країна    | Складність | Артистизм | Виконання | Штрафи | Сума   |
| ----- | --------- | ---------- | --------- | --------- | ------ | ------ |
| 1     | Болгарія  | 8.900      | 9.400     | 9.100     |        | 27.400 |
| 2     | Італія    | 8.600      | 9.400     | 8.725     |        | 26.725 |
| 3     | Ізраїль   | 8.750      | 9.200     | 8.725     |        | 26.675 |
| 4     | Швейцарія | 8.500      | 8.800     | 8.550     |        | 25.850 |
| 5     | Німеччина | 8.450      | 8.800     | 8.325     |        | 25.575 |
| 6     | Росія     | 8.450      | 8.900     | 7.850     | 0.20   | 25.000 |
| 7     | Японія    | 8.400      | 8.550     | 7.950     | 0.40   | 24.500 |
| 8     | КНР       | 8.075      | 8.100     | 7.500     | 0.05   | 23.625 |

## Медальний залік
| Загальна кількість медалей |             |        |        |        |        |
| Місце                      | Країна      | Золото | Срібло | Бронза | Усього |
| 1                          | Росія       | 7      | 6      | 0      | 13     |
| 2                          | Італія      | 1      | 2      | 0      | 3      |
| 3                          | Болгарія    | 1      | 0      | 4      | 5      |
| 4                          | Білорусь    | 0      | 1      | 1      | 2      |
| 5                          | Ізраїль     | 0      | 0      | 2      | 2      |
| 6                          | Азербайджан | 0      | 0      | 1      | 1      |
| 6                          | Україна     | 0      | 0      | 1      | 1      |

 (Жирним виділено найбільшу кількість медалей у своїй категорії) 

## Країни-учасниці
У змаганнях брали участь представниці 56 країн.
| - 1. Андорра (1) - 2. Аргентина (2) - 3. Вірменія (1) - 4. Австралія (4) - 5. Австрія (9) - 6. Азербайджан (9) - 7. Бельгія (1) - 8. Білорусь (10) - 9. Бразилія (9) - 10. Болгарія (9) - 11. Канада (9) - 12. Чилі (2) - 13. КНР (10) - 14. Колумбія (3) | - 15. Кабо-Верде (1) - 16. Хорватія (2) - 17. Кіпр (1) - 18. Чехія (3) - 19. Єгипет (3) - 20. Іспанія (9) - 21. Естонія (3) - 22. Фінляндія (9) - 23. Франція (7) - 24. Велика Британія (3) - 25. Німеччина (8) - 26. Греція (8) - 27. Гватемала (1) - 28. Угорщина (9) | - 29. Індія (4) - 30. Ізраїль (10) - 31. Італія (10) - 32. Японія (9) - 33. Казахстан (10) - 34. Південна Корея (8) - 35. Латвія (2) - 36. Литва (4) - 37. Малайзія (2) - 38. Мексика (3) - 39. Чорногорія (1) - 40. Намібія (1) - 41. Польща (9) - 42. Катар (1) | - 43. Румунія (1) - 44. ПАР (4) - 45. Росія (10) - 46. Словенія (1) - 47. Сербія (1) - 48. Швейцарія (7) - 49. Словаччина (4) - 50. Швеція (3) - 51. Таїланд (2) - 52. Туреччина (3) - 53. Україна (10) - 54. США (10) - 55. Узбекистан (9) - 56. Венесуела (2) |